# 쓰시마정
쓰시마정(津島町)은 에히메현 난요지방에 있던 정이다. 2005년 8월 1일, 우와지마시, 요시다정, 미마정과의 신설합병에 의해 새롭게 우와지마시의 일부가 되었다.

## 지리
우와지마시의 남쪽에 접하고 남쪽은 아이난 정에 접한다. 우와해에 길게 돌출한 유라 반도의 대략 북쪽 절반은 쓰시마 정역이다.

## 역사
- 1889년 12월 15일 - 정촌제 시행에 수반해 기타우와군 기요미쓰촌, 미마키촌, 기타나다촌, 하타지촌, 시모나다촌이 성립하였다.
- 1895년  7월 1일 - 쓰시마촌이 이와마쓰촌, 다카치카촌이 분립되었다.
- 1899년 7월 1일 - 쓰시마촌에서 미마키촌이 분립하였다.
- 1919년 10월 3일 - 이와마쓰촌이 정으로 승격해 이와마쓰정이 되었다.
- 1938년 9월 10일 - 이와마쓰정과 다카치카촌이 합병해 이와마쓰정이 되었다.
- 1955년 - 기타우와군 이와마쓰정 기요미쓰촌, 미마키촌, 기타나다촌, 하타지촌, 시모나다촌의 1정 5촌이 합병해 쓰시마정이 되었다.
- 2005년 8월 1일 - 시정촌 합병에 의해 우와지마시가 되어 쓰시마정은 소멸하였다.

## 교통

### 도로
- 국도 56호선
- 국도 320호선